# Campionati mondiali di tiro 2002
I campionati mondiali di tiro 2002 furono la quarantottesima edizione dei campionati mondiali di questo sport e si disputarono al Centro di Tiro di Hälvälä di Lahti.

## Risultati

### Uomini

#### Carabina
| Evento                     | Oro                                                                     | Oro       | Argento                                                | Argento   | Bronzo                                                            | Bronzo    |
| Evento                     | Atleta                                                                  | Risultato | Atleta                                                 | Risultato | Atleta                                                            | Risultato |
| 50m 3 posizioni            | Marcel Bürge                                                            | 1258      | Konstantin Prijodzhenko                                | 1255,4    | Péter Sidi                                                        | 1250,7    |
| 50m 3 posizioni a squadre  | Russia Viatcheslav Botchkaren Artem Khadjibekov Konstantin Prijodzhenko | 3483      | Stati Uniti Michael Anti Matthew Emmons Glenn Dubis    | 3482      | Ucraina Jury Soukhorikov Artur Ajvazjan Oleg Mikhailov            | 3470      |
| 50m a terra                | Matthew Emmons                                                          | 699,7     | Rajmond Debevec                                        | 698,8     | Espen Berg Knutsen                                                | 698,3     |
| 50m a terra a squadre      | Norvegia Espen Berg Knutsen Vebjoern Berg Harald Stenvaag               | 1774      | Ucraina Jury Soukhorikov Artur Ajvazjan Oleg Mikhailov | 1769      | Russia Sergei Kovalenko Artem Khadjibekov Konstantin Prijodzhenko | 1765      |
| 300m 3 posizioni           | Rajmond Debevec                                                         | 1168      | Eric Uptagrafft                                        | 1165      | Tomáš Jeřábek                                                     | 1163      |
| 300m 3 posizioni a squadre | Rep. Ceca Tomáš Jeřábek Milan Mach Lubos Opelka                         | 3511      | Stati Uniti Michael Anti Eric Uptagrafft Glenn Dubis   | 3499      | Norvegia Thore Larsen Arild Roeyseth Magnus Wohlen                | 3491      |
| 300m a terra               | Norbert Sturny                                                          | 597       | Tomáš Jeřábek                                          | 597       | Michael Larsson                                                   | 597       |
| 300m a terra a squadre     | Norvegia Arild Roeyseth Vebjoern Berg Per-Gunnar Bund                   | 1785      | Stati Uniti Thomas Tamas Eric Uptagrafft Glenn Dubis   | 1783      | Svezia Anders Brandt Johan Gustafsson Michael Larsson             | 1783      |

#### Carabina standard
| Evento         | Oro                                                | Oro       | Argento                                       | Argento   | Bronzo                                            | Bronzo    |
| Evento         | Atleta                                             | Risultato | Atleta                                        | Risultato | Atleta                                            | Risultato |
| 300m           | Marcel Bürge                                       | 589       | Milan Mach                                    | 585       | Arild Røyseth                                     | 583       |
| 300m a squadre | Svizzera Marcel Bürge Daniel Burger Norbert Sturny | 1744      | Rep. Ceca Milan Bakes Milan Mach Lubos Opelka | 1738      | Stati Uniti Glenn Dubis Jason Parker Thomas Tamas | 1738      |

#### Carabina ad aria
| Evento        | Oro                                                                 | Oro       | Argento                        | Argento   | Bronzo                                               | Bronzo    |
| Evento        | Atleta                                                              | Risultato | Atleta                         | Risultato | Atleta                                               | Risultato |
| 10m           | Jason Parker                                                        | 699,9     | Li Jie                         | 699,9     | Evgenij Alejnikov                                    | 699,1     |
| 10m a squadre | Russia Artem Jadzhibekov Eugeni Aleinikov Konstantin Prikhodtchenko | 1785      | Cina Li Jie Zhang Fu Cai Yalin | 1784      | Stati Uniti Jason Parker Matthew Emmons Troy Bassham | 1781      |

#### Pistola
| Evento        | Oro                                 | Oro       | Argento                                                   | Argento   | Bronzo                                            | Bronzo    |
| Evento        | Atleta                              | Risultato | Atleta                                                    | Risultato | Atleta                                            | Risultato |
| 50m           | Tan Zongliang                       | 662,7     | Martin Tenk                                               | 660,3     | Vladimir Goncharov                                | 657,7     |
| 50m a squadre | Cina Tan Zongliang Wang Yifu Xu Dan | 1699      | Russia Michail Nestruev Boris Kokorev Vladimir Gontcharov | 1685      | Ucraina Victor Makarov Oleg Dronov Ivan Rybovalov | 1671      |

#### Pistola a fuoco rapido
| Evento        | Oro                                                           | Oro       | Argento                                  | Argento   | Bronzo                                           | Bronzo    |
| Evento        | Atleta                                                        | Risultato | Atleta                                   | Risultato | Atleta                                           | Risultato |
| 25m           | Marco Spangenberg                                             | 690,9     | Ralf Schumann                            | 690,9     | Niki Marty                                       | 688,3     |
| 25m a squadre | Germania Marco Spangenberg Ralf Schumann Klaus-Dieter Schmidt | 1761      | Cina Liu Guohui Ji Haiping Zhang Penghui | 1755      | Ucraina Oleg Tkachev Roman Bondaruk Taras Magmet | 1743      |

#### Pistola a fuoco
| Evento        | Oro                                                     | Oro       | Argento                                            | Argento   | Bronzo                                               | Bronzo    |
| Evento        | Atleta                                                  | Risultato | Atleta                                             | Risultato | Atleta                                               | Risultato |
| 25m           | Park Byung-Taek                                         | 590       | Mijaíl Nestruyev                                   | 589       | Lee Sang-Hak                                         | 586       |
| 25m a squadre | Corea del Sud Lee Sang-Hak Kim Sung-Jun Park Byung-Taek | 1760      | Norvegia Petter Bratli Paal Hembre Erik Baekkevold | 1747      | Ucraina Oleksandr Petriv Oleg Tkachev Roman Bondaruk | 1743      |

#### Pistola standard
| Evento        | Oro                                                 | Oro       | Argento                                                   | Argento   | Bronzo                                | Bronzo    |
| Evento        | Atleta                                              | Risultato | Atleta                                                    | Risultato | Atleta                                | Risultato |
| 25m           | René Vogn                                           | 580       | Alexander Danilov                                         | 580       | Giovanni Bossi                        | 579       |
| 25m a squadre | Austria Giovanni Bossi Karl Pavlis Heinz Költringer | 1708      | Corea del Sud Lee Sang-Hak Hong Sung-Hwan Park Byung-Taek | 1706      | Cina Jin Yongde Liu Yadong Liu Guohui | 1705      |

#### Pistola ad aria
| Evento        | Oro                                                         | Oro       | Argento                                | Argento   | Bronzo                                            | Bronzo    |
| Evento        | Atleta                                                      | Risultato | Atleta                                 | Risultato | Atleta                                            | Risultato |
| 10m           | Mijaíl Nestruyev                                            | 685,3     | Andrija Zlatić                         | 683,9     | Franck Dumoulin                                   | 684,4     |
| 10m a squadre | Russia Michail Nestruev Vladimir Gontcharov Vladimir Isakov | 1745      | Cina Wang Yifu Tan Zongliang Li Huaiyu | 1737      | Ucraina Victor Makarov Oleg Dronov Ivan Rybovalov | 1735      |

#### Bersaglio mobile
| Evento              | Oro                                                    | Oro       | Argento                                                | Argento   | Bronzo                                               | Bronzo    |
| Evento              | Atleta                                                 | Risultato | Atleta                                                 | Risultato | Atleta                                               | Risultato |
| 10m                 | Dmitri Lykin                                           | 684,9     | Yang Ling                                              | 684,9     | Adam Saathoff                                        | 681,1     |
| 10m a squadre       | Germania Marko Schulz Manfred Kurzer Michael Jakosits  | 1733      | Russia Dmitri Lykin Igor Kolesov Alexandr Blinov       | 1731      | Cina Yang Ling Zeng Guobin Niu Zhiyuan               | 1727      |
| Misto 10m           | József Sike                                            | 390       | Michael Jakosits                                       | 387       | Adam Saathoff                                        | 387       |
| Misto 10m a squadre | Russia Dmitri Lykin Igor Kolesov Maxim Stepanov        | 1149      | Cina Yang Ling Zeng Guobin Niu Zhiyuan                 | 1145      | Finlandia Pasi Wedman Teppo Koskue Vesa Saviahde     | 1137      |
| 50m                 | Maxim Stepanov                                         | 592       | Luboš Račanský                                         | 592       | József Sike                                          | 591       |
| 50m a squadre       | Russia Juri Ermolenko Igor Kolesov Maxim Stepanov      | 1769      | Rep. Ceca Miroslav Januš Miroslav Lizal Luboš Račanský | 1768      | Finlandia Krister Holmberg Vesa Saviahde Pasi Wedman | 1754      |
| Misto 50m           | József Sike                                            | 395       | Emil Andersson                                         | 394       | Ľubomír Pelach                                       | 392       |
| Misto 50m a squadre | Rep. Ceca Miroslav Januš Miroslav Lizal Luboš Račanský | 1169      | Finlandia Krister Holmberg Vesa Saviahde Pasi Wedman   | 1168      | Russia Juri Ermolenko Alexandr Blinov Dmitri Lykin   | 1162      |

#### Fossa olimpica
| Evento      | Oro                                              | Oro       | Argento                                           | Argento   | Bronzo                                               | Bronzo    |
| Evento      | Atleta                                           | Risultato | Atleta                                            | Risultato | Atleta                                               | Risultato |
| Individuale | Jaled al-Mudhaf                                  | 146       | Michael Diamond                                   | 144       | Giovanni Pellielo                                    | 144       |
| A squadre   | Irlanda Derek Burnett David Malone Philip Murphy | 357       | Australia Michael Diamond Russell Mark Adam Vella | 352       | Finlandia Tommi Andelin Ville Laitinen Petri Nemmela | 351       |

#### Doubletrap
| Evento      | Oro                                                          | Oro       | Argento                             | Argento   | Bronzo                                                    | Bronzo    |
| Evento      | Atleta                                                       | Risultato | Atleta                              | Risultato | Atleta                                                    | Risultato |
| Individuale | Daniele Di Spigno                                            | 188       | Glenn Eller                         | 187       | Joonas Olkkonen                                           | 188       |
| A squadre   | Italia Emanuele Bernasconi Daniele Di Spigno Marco Innocenti | 415       | Cina Hu Binyuan Li Bo Li Shuangchun | 408       | Kuwait Hamad al-Afasi Fehaid al-Deehani Mashfi al-Mutairi | 408       |

#### Skeet
| Evento      | Oro                                                    | Oro       | Argento                                                 | Argento   | Bronzo                                               | Bronzo    |
| Evento      | Atleta                                                 | Risultato | Atleta                                                  | Risultato | Atleta                                               | Risultato |
| Individuale | Harald Jensen                                          | 147       | Valeri Shomin                                           | 147       | Ennio Falco                                          | 146       |
| A squadre   | Rep. Ceca Bronislav Bechynsky Leos Hlavacek Jan Sychra | 355       | Stati Uniti Shawn Dulohery James Graves David Treadwell | 355       | Russia Valeri Shomin Alexei Skorobogatov Oleg Tishin | 354       |

### Donne

#### Carabina
| Evento                     | Oro                                                    | Oro       | Argento                                                    | Argento   | Bronzo                                                              | Bronzo    |
| Evento                     | Atleta                                                 | Risultato | Atleta                                                     | Risultato | Atleta                                                              | Risultato |
| 50m 3 posizioni            | Petra Horneber                                         | 675,5     | Natalia Kalnysh                                            | 674,1     | Martina Prekel                                                      | 673       |
| 50m 3 posizioni a squadre  | Ucraina Olena Davidova Lessia Leskiv Natalia Kalnysh   | 1737      | Germania Petra Horneber Sonja Pfeilschifter Martina Prekel | 1732      | Russia Tat'jana Goldobina Ljubov' Galkina Marina Bobkova            | 1720      |
| 50m a terra                | Olga Dovgun                                            | 597       | Wang Xian                                                  | 593       | Natalia Kalnysh                                                     | 591       |
| 50m a terra a squadre      | Finlandia Viivi Villa Jenni Ranta Helena Juppala       | 1756      | Danimarca Pia Jakobsen Anni Bissoe Charlotte Jakobsen      | 1753      | Germania Britta Grossecappenberg Petra Horneber Sonja Pfeilschifter | 1753      |
| 300m 3 posizioni           | Charlotte Jakobsen                                     | 588       | Helena Juppala                                             | 584       | Karin Hansen                                                        | 579       |
| 300m 3 posizioni a squadre | Danimarca Anni Bissoe Charlotte Jakobsen Karin Hansen  | 1726      | Svezia Marie Enqvist Linda Harling Berit Olsson            | 1726      | Francia Laure Berthillier Cecile Bessy Christine Chuard             | 1716      |
| 300m a terra               | Charlotte Jakobsen                                     | 594       | Estelle Preti                                              | 593       | Lindy Hansen                                                        | 590       |
| 300m a terra a squadre     | Norvegia Lindy Hansen Birgit Rönningen Hanne Skarpodde | 1758      | Francia Laure Berthillier Cecile Bessy Christine Chuard    | 1756      | Svezia Annelie Bohlin Marie Enqvist Linda Harling                   | 1756      |

#### Carabina ad aria
| Evento        | Oro                              | Oro       | Argento                                               | Argento   | Bronzo                                                     | Bronzo    |
| Evento        | Atleta                           | Risultato | Atleta                                                | Risultato | Atleta                                                     | Risultato |
| 10m           | Kateřina Kůrková                 | 502,1     | Du Li                                                 | 500,9     | Sonja Pfeilschifter                                        | 500,3     |
| 10m a squadre | Cina Du Li Gao Jing Zhao Yinghui | 1190      | Corea del Sud Seo Sun-Hwa Kim Hyung-Mi Choi Dae-Young | 1188      | Ucraina Natalia Kalnish Lessia Leskiv Nataliya Omelyanenko | 1185      |

#### Pistola
| Evento        | Oro                                | Oro       | Argento                                                    | Argento   | Bronzo                                                         | Bronzo    |
| Evento        | Atleta                             | Risultato | Atleta                                                     | Risultato | Atleta                                                         | Risultato |
| 25m           | Munkhbayar Dorjsuren               | 689,9     | İradə Aşumova                                              | 687,3     | Chen Ying                                                      | 687,2     |
| 25m a squadre | Cina Chen Ying Tao Luna Li Duihong | 1746      | Russia Irina Dolgatcheva Galina Beliaeva Svetlana Smirnova | 1732      | Stati Uniti Elizabeth Callahan Rebecca Snyder Sandra Uptagraff | 1729      |

#### Pistola ad aria
| Evento        | Oro                                                      | Oro       | Argento                                                      | Argento   | Bronzo                          | Bronzo    |
| Evento        | Atleta                                                   | Risultato | Atleta                                                       | Risultato | Atleta                          | Risultato |
| 10m           | Olena Kostevyč                                           | 485,2     | Nino Salukvadze                                              | 484,9     | Ol'ga Kuznecova                 | 484,8     |
| 10m a squadre | Russia Ol'ga Kuznecova Galina Beliaeva Svetlana Smirnova | 1145      | Bielorussia Viktoria Chaika Liudmila Chabatar Yuliya Alipava | 1144      | Cina Chen Ying Tao Luna Ren Jie | 1140      |

#### Bersaglio mobile
| Evento              | Oro                             | Oro       | Argento                                                      | Argento   | Bronzo                                                       | Bronzo    |
| Evento              | Atleta                          | Risultato | Atleta                                                       | Risultato | Atleta                                                       | Risultato |
| 10m                 | Xu Xuan                         | 391       | Wang Xia                                                     | 381       | Natalia Kovalenko                                            | 380       |
| 10m a squadre       | Cina Xu Xuan Wang Xia Qiu Zhiqi | 1150      | Ucraina Galina Avramenko Ganna Neustroyeva Kateryna Samohina | 1099      | Russia Irina Izmalkova Elena Korableva Anait Gasparyan       | 1084      |
| Misto 10m           | Audrey Soquet                   | 390       | Qiu Zhiqi                                                    | 385       | Wang Xia                                                     | 383       |
| Misto 10m a squadre | Cina Xu Xuan Wang Xia Qiu Zhiqi | 1149      | Germania Silke Johannes Daniela Faust Julie Kirr             | 1101      | Ucraina Galina Avramenko Ganna Neustroyeva Kateryna Samohina | 1084      |

#### Fossa olimpica
| Evento      | Oro                                           | Oro       | Argento                                             | Argento   | Bronzo                         | Bronzo    |
| Evento      | Atleta                                        | Risultato | Atleta                                              | Risultato | Atleta                         | Risultato |
| Individuale | Elena Tkach                                   | 93        | Daina Gudzinevičiūtė                                | 92        | Wang Yujin                     | 91        |
| A squadre   | Russia Irina Laritcheva Elena Tkach Maria Zub | 199       | Spagna Vanessa Leon Vanessa Majuelo María Quintanal | 198       | Cina Gao E Ma Huike Wang Yujin | 198       |

#### Doubletrap
| Evento      | Oro                                         | Oro       | Argento                                            | Argento   | Bronzo                                            | Bronzo    |
| Evento      | Atleta                                      | Risultato | Atleta                                             | Risultato | Atleta                                            | Risultato |
| Individuale | Lin Yichun                                  | 143       | Wang Jinglin                                       | 142       | Kyoung Son-Hye                                    | 142       |
| A squadre   | Cina Ding Hongping Wang Jinglin Zhang Yafei | 313       | Stati Uniti Joetta Dement Theresa Dewitt Kim Rhode | 301       | Taipei cinese Lin Yi Chun Wen Kai Lu Wu Meng Ying | 298       |

#### Skeet
| Evento      | Oro                                    | Oro       | Argento                                                   | Argento   | Bronzo                                               | Bronzo    |
| Evento      | Atleta                                 | Risultato | Atleta                                                    | Risultato | Atleta                                               | Risultato |
| Individuale | Diána Igaly                            | 98        | Andrea Straňovská                                         | 95        | Elena Little                                         | 92        |
| A squadre   | Cina Shi Hong Yan Wei Ning Chen Zhenru | 202       | Russia Olga Panarina Svetlana Demina Yerdgranik Avetisian | 298       | Ungheria Ibolya Gobolos Diána Igaly Erzsebet Vasvari | 198       |

## Risultati juniores

### Uomini

#### Carabina
| Evento                    | Oro                                                  | Oro       | Argento                                                   | Argento   | Bronzo                                                    | Bronzo    |
| Evento                    | Atleta                                               | Risultato | Atleta                                                    | Risultato | Atleta                                                    | Risultato |
| 50m 3 posizioni           | Denis Sokolov                                        | 1160      | Dirk Leiwen                                               | 1159      | Liu Tianyou                                               | 1157      |
| 50m 3 posizioni a squadre | Germania Dirk Leiwen Claus Hildebrand Andreas Wunsch | 3443      | Russia Denis Sokolov Stanislav Kouznetsov Alexei Kamenski | 3432      | Rep. Ceca Ondrej Malinki Ondrej Rozsypal Jan Brezina      | 3417      |
| 50m a terra               | Joseph Hein Zoltan Torok                             | 589       | Christian Lejon                                           | 588       | Dragan Marković                                           | 587       |
| 50m a terra a squadre     | Germania Dirk Leiwen Claus Hildebrand Andreas Wunsch | 1748      | Russia Denis Sokolov Stanislav Kouznetsov Alexei Kamenski | 1748      | Stati Uniti Joseph Hein Bradley Wheeldon Matthew Rawlings | 1745      |

#### Carabina ad aria
| Evento        | Oro                             | Oro       | Argento                                               | Argento   | Bronzo                                                   | Bronzo    |
| Evento        | Atleta                          | Risultato | Atleta                                                | Risultato | Atleta                                                   | Risultato |
| 10m           | Dirk Leiwen                     | 593       | Fei Fan                                               | 592       | Ryan Tanoue                                              | 592       |
| 10m a squadre | Cina Fei Fan Du Lei Liu Tianyou | 1771      | Germania Dirk Leiwen Bernhard Oswald Benjamin Bessert | 1765      | Stati Uniti Ryan Tanoue Alex Culbertson Matthew Rawlings | 1759      |

#### Pistola
| Evento        | Oro                                                                  | Oro       | Argento                                                 | Argento   | Bronzo                                                 | Bronzo    |
| Evento        | Atleta                                                               | Risultato | Atleta                                                  | Risultato | Atleta                                                 | Risultato |
| 25m           | Denis Koulakov                                                       | 579       | Vladimir Issachenko                                     | 579       | Sergey Vokhmianin                                      | 577       |
| 25m a squadre | Kazakistan Vladimir Issachenko Alexandr Vokhmianin Sergey Vokhmianin | 1723      | Russia Denis Koulakov Anton Skorin Anatoly Passetchnick | 1718      | Estonia Argo Kurg Aleksander Korb Aimar Tischler       | 1690      |
| 50m           | Vladimir Issachenko                                                  | 563       | Christoph Schmid                                        | 555       | Serda Demirel                                          | 553       |
| 50m a squadre | Ucraina Oleg Omelchuk Serhiy Kudriya Sergiy Zhurba                   | 1627      | Corea del Sud Park Ji-Su Han Seung-Woo Park Jin-Goo     | 1617      | Svizzera Christoph Schmid Christian Roost Martin Flury | 1615      |

#### Pistola a fuoco rapido
| Evento        | Oro                                                  | Oro       | Argento                                                         | Argento   | Bronzo                                            | Bronzo    |
| Evento        | Atleta                                               | Risultato | Atleta                                                          | Risultato | Atleta                                            | Risultato |
| 25m           | Martin Behrendt                                      | 582       | Thomas Müller                                                   | 582       | Martin Podhraski                                  | 576       |
| 25m a squadre | Germania Martin Behrendt Thomas Müller Tobias Essert | 1720      | Russia Denis Koulakov Stanislav Neoustroev Anatoly Passetchnick | 1698      | Francia Frank Kiefer Pierre Bouzat Olivier Claire | 1684      |

#### Pistola standard
| Evento        | Oro                                                     | Oro       | Argento                                                              | Argento   | Bronzo                                         | Bronzo    |
| Evento        | Atleta                                                  | Risultato | Atleta                                                               | Risultato | Atleta                                         | Risultato |
| 25m           | Denis Koulakov                                          | 574       | Vladimir Issachenko                                                  | 561       | Julien Dufour                                  | 557       |
| 25m a squadre | Russia Denis Koulakov Stanislav Neoustroev Anton Skorin | 1654      | Kazakistan Vladimir Issachenko Alexandr Vokhmianin Sergey Vokhmianin | 1646      | Francia Julien Dufour David Viaud Frank Kiefer | 1638      |

#### Pistola ad aria
| Evento        | Oro                                                 | Oro       | Argento                                              | Argento   | Bronzo                                                         | Bronzo    |
| Evento        | Atleta                                              | Risultato | Atleta                                               | Risultato | Atleta                                                         | Risultato |
| 10m           | Denis Koulakov                                      | 580       | Park Ji-Su                                           | 580       | Sebastian Rosner                                               | 575       |
| 10m a squadre | Corea del Sud Park Ji-Su Park Jin-Goo Han Seung-Woo | 1721      | Russia Denis Koulakov Artem Mingazov Dimitri Kokorev | 1707      | Germania Sebastian Rosner Tobias Steinberger Frederik Dzierzon | 1706      |

#### Bersaglio mobile
| Evento              | Oro                                                  | Oro       | Argento                                                | Argento   | Bronzo                                               | Bronzo    |
| Evento              | Atleta                                               | Risultato | Atleta                                                 | Risultato | Atleta                                               | Risultato |
| 10m                 | Gan Lin                                              | 577       | Dmitry Romanov                                         | 575       | Zsolt Laczik                                         | 572       |
| 10m a squadre       | Russia Dmitry Romanov Juri Novozhilov Serguei Goulak | 1691      | Stati Uniti Trevor Petersen Dustin Leneve William Wood | 1682      | Rep. Ceca Tomas Caknakis Bedrich Jonas Michal Bolik  | 1672      |
| Misto 10m           | Dmitry Romanov                                       | 384       | Gan Lin                                                | 380       | Bedrich Jonas                                        | 378       |
| Misto 10m a squadre | Rep. Ceca Tomas Caknakis Bedrich Jonas Michal Bolik  | 1123      | Germania Peter Willert Eric Liebau Martin Jahn         | 1109      | Russia Dmitry Romanov Juri Novozhilov Serguei Goulak | 1108      |
| 50m                 | Tomas Caknakis                                       | 591       | Zsolt Laczik                                           | 581       | Juhani Aho                                           | 578       |
| 50m a squadre       | Rep. Ceca Tomas Caknakis Bedrich Jonas Michal Bolik  | 1726      | Russia Dmitry Romanov Juri Novozhilov Iouri Tchilibiev | 1706      | Germania Peter Willert Eric Liebau Martin Jahn       | 1696      |
| Misto 50m           | Lukasz Czapla                                        | 395       | Zsolt Laczik                                           | 393       | Tomas Caknakis                                       | 388       |
| Misto 50m a squadre | Rep. Ceca Tomas Caknakis Bedrich Jonas Michal Bolik  | 1154      | Stati Uniti Justin Leneve John Rock William Wood       | 1124      | Finlandia Ville Hayrinen Janne Lehtonen Juho Sateri  | 1120      |

#### Fossa olimpica
| Evento      | Oro                                              | Oro       | Argento                                               | Argento   | Bronzo                                              | Bronzo    |
| Evento      | Atleta                                           | Risultato | Atleta                                                | Risultato | Atleta                                              | Risultato |
| Individuale | Ed Ling                                          | 119       | Oguzhan Tuzun                                         | 119       | Giovanni Cernogoracz                                | 119       |
| A squadre   | Italia Marco Benedetti Luca Botto Erminio Frasca | 344       | Stati Uniti Sheldon Benge James Craft Matthew Wallace | 326       | Finlandia Tuomas Miromaki Mikko Muhonen Osmo Setala | 324       |

#### Doubletrap
| Evento      | Oro                                                  | Oro       | Argento                                                | Argento   | Bronzo                                          | Bronzo    |
| Evento      | Atleta                                               | Risultato | Atleta                                                 | Risultato | Atleta                                          | Risultato |
| Individuale | Adam Curtis                                          | 134       | Stefano Ales                                           | 132       | Hubert Olejnic                                  | 131       |
| A squadre   | Stati Uniti Adam Curtis Bryan Marshall Kevin Parrott | 378       | Italia Stefano Ales Giuseppe Ciavaglia Marco Lupatelli | 373       | Gran Bretagna Tom Gridley Tim Kneale Sam Watham | 349       |

#### Skeet
| Evento      | Oro                                                  | Oro       | Argento                                               | Argento   | Bronzo                                                 | Bronzo    |
| Evento      | Atleta                                               | Risultato | Atleta                                                | Risultato | Atleta                                                 | Risultato |
| Individuale | Ales Hutar                                           | 118       | Ralf Buchheim                                         | 118       | Vesa Lautamatti                                        | 117       |
| A squadre   | Germania Ralf Buchheim Mark Kometer Moritz Tuellmann | 347       | Finlandia Vesa Lautamatti Lauri Leskinen Tero Sopanen | 345       | Cipro Makis Georgiou Constantinos Kitsios Adamos Louca | 339       |

### Donne

#### Carabina
| Evento                    | Oro                                                   | Oro       | Argento                                                        | Argento   | Bronzo                                                         | Bronzo    |
| Evento                    | Atleta                                                | Risultato | Atleta                                                         | Risultato | Atleta                                                         | Risultato |
| 50m 3 posizioni           | Dorothee Bauer                                        | 587       | Jamie Beyerle                                                  | 578       | Wang Chengyi                                                   | 576       |
| 50m 3 posizioni a squadre | Germania Dorothee Bauer Barbara Lechner Eva Friedel   | 1734      | Slovacchia Daniela Peskova Ivana Svecova Maria Dulova          | 1709      | Russia Tatiana Iouchkova Anna Melanchenko Alena Nizkoshapskaia | 1705      |
| 50m a terra               | Daniela Peskova                                       | 588       | Dorothee Bauer                                                 | 588       | Raj Kumari                                                     | 586       |
| 50m a terra a squadre     | Slovacchia Daniela Peskova Ivana Svecova Maria Dulova | 1747      | Russia Tatiana Iouchkova Anna Melanchenko Alena Nizkoshapskaia | 1742      | Stati Uniti Jamie Beyerle Andrea Celeste Green Reya Kempley    | 1742      |

#### Carabina ad aria
| Evento        | Oro                                                            | Oro       | Argento                                               | Argento   | Bronzo                                              | Bronzo    |
| Evento        | Atleta                                                         | Risultato | Atleta                                                | Risultato | Atleta                                              | Risultato |
| 10m           | Dorothee Bauer                                                 | 397       | Sun Xin                                               | 397       | Christina Deiser                                    | 397       |
| 10m a squadre | Russia Tatiana Rezenkova Anna Melanchenko Alena Nizkoshapskaia | 1177      | Germania Dorothee Bauer Claudia Keck Simone Schilling | 1177      | Israele Yael Kan-Dagan Lital Barazani Danielle Roth | 1176      |

#### Pistola
| Evento        | Oro                             | Oro       | Argento                                           | Argento   | Bronzo                                                | Bronzo    |
| Evento        | Atleta                          | Risultato | Atleta                                            | Risultato | Atleta                                                | Risultato |
| 25m           | Fei Fengji                      | 581       | Wang Riu                                          | 577       | Baek Seong-Min                                        | 574       |
| 25m a squadre | Cina Fei Fengji Wang Riu Sun Qi | 1713      | Ungheria Zsofia Csonka Kornelia Takacs Eva Gallai | 1680      | Germania Sandra Hornung Nina Recker Stefanie Thurmann | 1679      |

#### Pistola ad aria
| Evento        | Oro                             | Oro       | Argento                                                        | Argento   | Bronzo                                                            | Bronzo    |
| Evento        | Atleta                          | Risultato | Atleta                                                         | Risultato | Atleta                                                            | Risultato |
| 10m           | Katarzyna Szymanska             | 384       | Fei Fengji                                                     | 383       | Wang Riu                                                          | 382       |
| 10m a squadre | Cina Fei Fengji Wang Riu Sun Qi | 1146      | Polonia Katarzyna Szymanska Agnieszka Korejwo Karolina Chabros | 1136      | Russia Anastasia Poliakova Svetlana Nikiforova Lioubov Iaskevitch | 1127      |

#### Bersaglio mobile
| Evento              | Oro                                                   | Oro       | Argento                                                           | Argento   | Bronzo                                                            | Bronzo    |
| Evento              | Atleta                                                | Risultato | Atleta                                                            | Risultato | Atleta                                                            | Risultato |
| 10m                 | Volha Markava                                         | 379       | Viktoriya Zobolotna                                               | 377       | Ma Lin                                                            | 376       |
| 10m a squadre       | Russia Marina Iaslovetskaia Anna Ilina Julia Eydenzon | 1087      | Bielorussia Volha Markava Anastasiya Shytsikava Maryia Bandarenka | 1075      | Germania Katrin Wagner Anne Weigel Anja Schumann                  | 1039      |
| Misto 10m           | Ma Lin                                                | 377       | Darya Lagosha                                                     | 375       | Julia Eydenzon                                                    | 374       |
| Misto 10m a squadre | Russia Marina Iaslovetskaia Anna Ilina Julia Eydenzon | 1098      | Germania Katrin Wagner Anne Weigel Anja Schumann                  | 1076      | Bielorussia Volha Markava Anastasiya Shytsikava Maryia Bandarenka | 1067      |

#### Fossa olimpica
| Evento      | Oro        | Oro       | Argento        | Argento   | Bronzo             | Bronzo    |
| Evento      | Atleta     | Risultato | Atleta         | Risultato | Atleta             | Risultato |
| Individuale | Sun Dongni | 67        | Tatiana Barsuk | 64        | Zuzana Štefečeková | 63        |

#### Doubletrap
| Evento      | Oro        | Oro       | Argento   | Argento   | Bronzo         | Bronzo    |
| Evento      | Atleta     | Risultato | Atleta    | Risultato | Atleta         | Risultato |
| Individuale | Dai Qi Wen | 104       | Huang Bei | 103       | Kirby Anderson | 94        |

#### Skeet
| Evento      | Oro                                             | Oro       | Argento                                                    | Argento   | Bronzo                                                | Bronzo    |
| Evento      | Atleta                                          | Risultato | Atleta                                                     | Risultato | Atleta                                                | Risultato |
| Individuale | Lenka Bartekova                                 | 72        | Natalia Rahman                                             | 66        | Yulia Nefedova                                        | 66        |
| A squadre   | Stati Uniti Leigh Crozier Haley Dunn Laura Kolb | 189       | Slovacchia Lenka Bartekova Danka Barteková Lubica Bilikova | 187       | Russia Yulia Nefedova Anna Goncharova Marina Belikova | 177       |

## Medagliere
Nazione ospitante
| Posiz. | Nazione       | Oro | Argento | Bronzo | Totale |
| ------ | ------------- | --- | ------- | ------ | ------ |
| 1      | Russia        | 11  | 7       | 8      | 26     |
| 2      | Cina          | 9   | 12      | 7      | 28     |
| 3      | Germania      | 5   | 4       | 3      | 12     |
| 4      | Rep. Ceca     | 4   | 6       | 1      | 11     |
| 5      | Norvegia      | 4   | 1       | 4      | 9      |
| 6      | Danimarca     | 4   | 1       | 1      | 6      |
| 6      | Svizzera      | 4   | 1       | 1      | 6      |
| 8      | Ungheria      | 3   | 0       | 3      | 6      |
| 9      | Stati Uniti   | 2   | 7       | 5      | 14     |
| 10     | Ucraina       | 2   | 3       | 8      | 13     |
| 11     | Corea del Sud | 2   | 2       | 2      | 6      |
| 12     | Italia        | 2   | 0       | 2      | 4      |
| 13     | Finlandia     | 1   | 2       | 4      | 7      |
| 14     | Francia       | 1   | 1       | 2      | 4      |
| 15     | Slovenia      | 1   | 1       | 0      | 2      |
| 16     | Austria       | 1   | 0       | 1      | 2      |
| 16     | Kuwait        | 1   | 0       | 1      | 2      |
| 16     | Kazakistan    | 1   | 0       | 1      | 2      |
| 16     | Taipei cinese | 1   | 0       | 1      | 2      |
| 20     | Irlanda       | 1   | 0       | 0      | 1      |
| 21     | Svezia        | 0   | 2       | 3      | 5      |
| 22     | Australia     | 0   | 2       | 0      | 2      |
| 23     | Slovacchia    | 0   | 1       | 1      | 2      |
| 24     | Azerbaigian   | 0   | 1       | 0      | 1      |
| 24     | Bielorussia   | 0   | 1       | 0      | 1      |
| 24     | Spagna        | 0   | 1       | 0      | 1      |
| 24     | Georgia       | 0   | 1       | 0      | 1      |
| 24     | Israele       | 0   | 1       | 0      | 1      |
| 24     | Lituania      | 0   | 1       | 0      | 1      |
| 24     | Jugoslavia    | 0   | 1       | 0      | 1      |
| 31     | Gran Bretagna | 0   | 0       | 1      | 1      |

## Medagliere juniores
Nazione ospitante
| Posiz. | Nazione       | Oro | Argento | Bronzo | Totale |
| ------ | ------------- | --- | ------- | ------ | ------ |
| 1      | Russia        | 10  | 9       | 6      | 25     |
| 2      | Germania      | 9   | 8       | 5      | 22     |
| 3      | Cina          | 8   | 6       | 4      | 18     |
| 4      | Rep. Ceca     | 5   | 0       | 5      | 10     |
| 5      | Stati Uniti   | 4   | 4       | 5      | 13     |
| 6      | Slovacchia    | 3   | 2       | 1      | 6      |
| 7      | Kazakistan    | 2   | 3       | 1      | 6      |
| 8      | Polonia       | 2   | 1       | 1      | 4      |
| 9      | Ungheria      | 1   | 3       | 1      | 5      |
| 10     | Corea del Sud | 1   | 2       | 1      | 4      |
| 11     | Italia        | 1   | 2       | 0      | 3      |
| 11     | Ucraina       | 1   | 2       | 0      | 3      |
| 13     | Bielorussia   | 1   | 1       | 1      | 3      |
| 14     | Gran Bretagna | 1   | 0       | 1      | 2      |
| 15     | Finlandia     | 0   | 1       | 4      | 5      |
| 16     | Turchia       | 0   | 1       | 1      | 2      |
| 16     | Svizzera      | 0   | 1       | 1      | 2      |
| 18     | Svezia        | 0   | 1       | 0      | 1      |
| 18     | Australia     | 0   | 1       | 0      | 1      |
| 20     | Francia       | 0   | 0       | 3      | 3      |
| 21     | Jugoslavia    | 0   | 0       | 1      | 1      |
| 21     | Estonia       | 0   | 0       | 1      | 1      |
| 21     | Croazia       | 0   | 0       | 1      | 1      |
| 21     | Cipro         | 0   | 0       | 1      | 1      |
| 21     | India         | 0   | 0       | 1      | 1      |
| 21     | Austria       | 0   | 0       | 1      | 1      |
| 21     | Israele       | 0   | 0       | 1      | 1      |